# Гусєв Андрій Федорович
Андрі́й Фе́дорович Гу́сєв (рос. Андрей Фёдорович Гусев, нар. 26 жовтня 1958, Москва) — російський актор театру та кіно.

## Життєпис
Народився 26 жовтня 1958 року у Москві. Закінчив Всесоюзний державний інститут кінематографії.
Знімався у багатьох дитячих стрічках («Бабуся і цирк», 1968; «Автомобіль, скрипка і собака Клякса», 1974; «Жив відважний капітан», 1985 тощо), в українських фільмах «Квіти для Олі» (1976, Митя), «Іподром» (1979) та ін.